# 상교정본 자비도량참법
상교정본 자비도량참법(詳校正本慈悲道場懺法)은 『자비도량참법』이 후대로 내려오면서 착오가 생기고, 잘못 전해지자 다시 바르게 교정한 책이다. 
자비도량참법은 경전을 읽으면서 죄를 참회하는 불교의식을 말하는데, 이를 수행하면 죄가 없어지고 복이 생긴다고 한다. 죽은 사람의 영혼을 구제하여 극락으로 인도함으로써 고통으로부터 벗어나려는 공덕기원의 뜻을 담고있다. 

## 문화재 지정

### 보물
- 상교정본자비도량참법 권7~10 : 보물 제875-1호, (재)우종문화재단 소장
- 상교정본자비도량참법 권1~3 : 보물 제875-2호, 호림박물관 소장
- 상교정본자비도량참법 권3 : 보물 제875-3호, 달마사 소장
- 상교정본자비도량참법 권10 : 보물 제937호, 삼성미술관 리움 소장
- 상교정본자비도량참법 권4~6 : 보물 제1143호, (재)아단문고 소장
- 상교정본자비도량참법 권1~5 : 보물 제1193호, (주)한솔제지 소장
- 상교정본자비도량참법 권6～10 : 보물 제1193-2호, 국립고궁박물관 소장
- 상교정본자비도량참법 권9~10 : 보물 제1252호, 보림사 소장
- 상교정본자비도량참법 권9~10 : 보물 제1543-1호, 수덕사 성보박물관 소장
- 상교정본자비도량참법 권5 : 보물 제1543-2호, 만불서원 소장

### 경기도 유형문화재
- 부천 만불선원 상교정본자비도량참법권제5 : 경기도 시도유형문화재  제266호, 대한불교조계종 만불선원 소장

### 충청북도 유형문화재
- 상교정본자비도량참법 권7~10 : 충청북도 시도유형문화재 제267호, 김정순 소장

### 전라북도 유형문화재
- 무주 향산사 소장 불서 : 전라북도 유형문화재 제203호

## 같이 보기
- 자비도량참법